# Indice Mercer
L’indice Mercer est un classement des villes selon le coût de la vie et selon la qualité de vie établi par la firme de conseil en stratégie Oliver Wyman chaque année. Il est établi selon 200 critères (logement, transports, nourriture, habillement, appareils ménagers, loisirs…). 
| Ville           | Classement Mercer 2012 pour la qualité de vie |
| Vienne          | 1                                             |
| Zurich          | 2                                             |
| Auckland        | 3                                             |
| Munich          | 4                                             |
| Vancouver       | 5                                             |
| Düsseldorf      | 6                                             |
| Francfort       | 7                                             |
| Genève          | 8                                             |
| Copenhague      | 9                                             |
| Berne et Sydney | 10                                            |

Pour 2012, les villes francophones qui sont classées parmi les 50 villes de tête sont : Genève 8e, Luxembourg 19e, Bruxelles 22e, Montréal 23e, Paris 29e, Lyon 39e.
Amsterdam est 12e, Berlin est 16e, Londres est 38e, New York et Tokyo sont 44e, Madrid est 49e, Rome est 52e.
| Ville     | Classement Mercer 2012 pour le coût de la vie du plus élevé au plus bas |
| Tokyo     | 1                                                                       |
| Luanda    | 2                                                                       |
| Osaka     | 3                                                                       |
| Moscou    | 4                                                                       |
| Genève    | 5                                                                       |
| Zurich    | 6                                                                       |
| Singapour | 7                                                                       |
| Ndjamena  | 8                                                                       |
| Hong Kong | 9                                                                       |
| Nagoya    | 10                                                                      |

Londres est 25e, Paris est classé à la 37e position, Bruxelles à la 71e, Montréal à la 87e.